# 41e régiment d'infanterie vieux-prussien
Pour les articles homonymes, voir 41e régiment.
Le 41e régiment d'infanterie vieux-prussien est un régiment prussien de fusiliers. Un premier régiment est constitué pour l'armée ducale de Wurtemberg dès 1716 puis entre au service impérial. Au service prussien depuis 1741, il est initialement en garnison à Wesel et devient un régiment de campagne westphalien dans les années 1750.

## Histoire
Les origines du régiment se trouvent dans l'armée wurtembergeoise dans un régiment décrété en 1715, que le duc Eberhard-Louis de Wurtemberg loua à l'empereur Charles VI pour la guerre vénéto-austro-ottomane en 1716. En 1720, il est à nouveau placé sous les ordres du duc en tant que "régiment d'infanterie de Corps". En 1734, un autre régiment de remplacement est créé pour l'armée impériale à partir des effectifs de ce régiment, sous le nom de "Prince Alexandre". Il participe à la guerre de Succession de Pologne, retourne dans le Wurtemberg en 1736, mais redevient un régiment impérial de location en 1737 et est en garnison à Fribourg dans le Autriche antérieure. En 1740, il est cédé à la Prusse. Le serment au roi de Prusse est prêté le 2 mai 1740 à Lauffen am Neckar par le colonel Karl Erhard von Kalnein (de). Le régiment est ensuite embarqué pour Wesel. En 1754, il est transféré dans la principauté prussienne de Minden. Avec l'arrivée de Frédéric-Guillaume II au pouvoir, le régiment de fusiliers est rebaptisé régiment d'infanterie. En 1806, il reçoit le numéro 41 en plus du nom du chef de régiment.

## Garnison, remplacement
À partir de 1741, il fait partie de la garnison de la forteresse de Wesel. Son remplacement se fait exclusivement par recrutement. Ce n'est qu'en 1756 qu'il devient un régiment de campagne et est complété à partir de 1756 par des recrues provenant des cantons des territoires prusso-westphaliens, surtout de la principauté de Minden, avec les bureaux de Reineberg, Rahden, Levern Abbey, Hausberge, Petershagen, Schlüsselburg et des villes de Minden, Petershagen, Hausberge et Lübbecke.

## Appréciation
Le régiment est considéré comme l'un des meilleurs du groupe de fusiliers pendant la guerre de Sept Ans. Les indemnités de congé, l'argent des permissionnaires et la propre publicité témoignent de l'estime du roi, avant même les deux "régiments à pied" westphaliens dans les comtés de Ravensberg (de) et de La Marck (de).

## Chefs du régiment
- 1741 : Auguste-Guillaume de Brunswick-Bevern
- 1741 : Johann Volprecht Riedesel zu Eisenbach (de)
- 1746 : Franz Karl Ludwig von Wied zu Neuwied (de)
- 1765 : Matthias Ludwig von Lossow (de)
- 1782 : Alexander Friedrich von Woldeck
- 1792 : Karl Friedrich Gottlieb von Schladen (de)
- 1804 : Karl Ernst Ludwig von Lettow (de)

## Dissolution
Le régiment est dissous en 1806 en tant que 41e régiment de fusiliers Lettow à Hamelin par capitulation.

## Uniforme, équipement
Au milieu du XVIIIe siècle, l'uniforme du régiment se compose d'une veste d'uniforme bleue avec des revers de manches et de jupe rouges et des liserés jaunes sur les hanches. La casquette des fusiliers et des grenadiers est rouge avec des garnitures en laiton doré. Le drapeau du régiment est beige.